# Thallarcha infecta
Thallarcha infecta là một loài bướm đêm thuộc phân họ Arctiinae, họ Erebidae.